# الدوري الفنلندي الممتاز 2011
الدوري الفنلندي الممتاز 2011 (بالفنلندية: Veikkausliigan kausi 2011)‏ هو موسم من الدوري الفنلندي الممتاز. فاز فيه نادي هلسنكي.